# 傾奇者

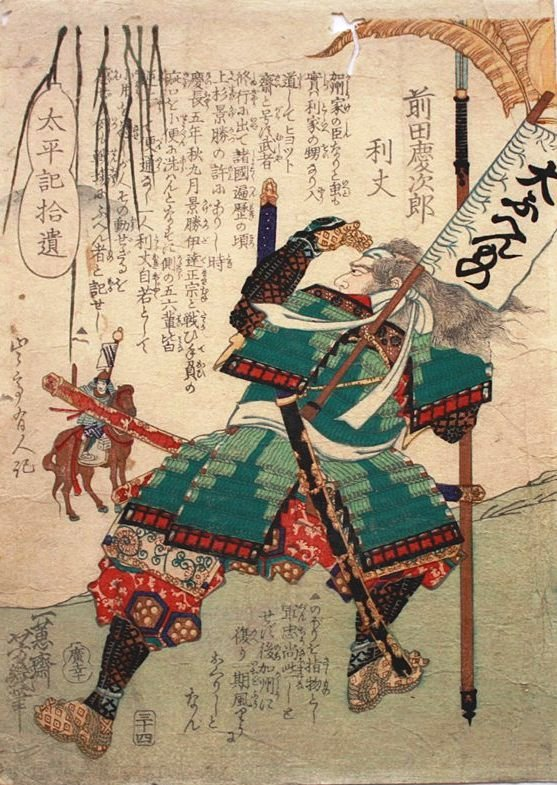
前田慶次，為傾奇者代表人物之一

傾奇者（日语：／ Kabukimono）是日本戰國時代後期至江戶時代初期的一種社会風潮。特別在慶長至寬永年間（1596年～1643年），於江戶和京都等都市中流行。是指喜好異風、穿上光鮮的衣著、以及有著超越常識行為的人（簡而言之就是傾向奇異者）。而愛好茶道和和歌等事物的人則被稱為「數寄者」（或數奇者），而傾奇者和數奇者都有標新立異之人的意思。

## 解説
在日本古時，男性的衣着都是淺黄色和紺色等非常平實的顏色。但是傾奇者則喜愛鮮色的女性衣著羽織，袴則用動物皮包著等無視常識且非常華麗的服裝。其他的有愛用天鵝絨製的襟，髮型以「立髪」、「大髭」、「大額」、「鬢切」、「茶筅髪」為主，配戴很大的刀、脇差、朱紅色的鞘、很大的鍔、以及使用大型的煙管等，在當時被視為異常的風潮，被稱為「傾奇大人」（かぶきたるさま）並流行著。
許多都會組成一個團體並巧取豪奪，進行很多暴行。而且會炫耀自己的武勇而四處打架，甚至有周圍廝殺的情況。在路口中比劍、相撲、跳舞等，喜好在熱鬧的地方進行非法、超常的行為，與眾道和吸煙的風俗亦有密切關聯。
重視同伴間的信義，不惜生命都會堅守這個原則。在慶長17年（1612年）被捕縛和斬首的傾奇者大鳥逸平即使受到嚴刑拷問，最後亦沒有供出同伴的身份，還諷刺地寫出全國大名的姓名；而且在配刀上刻上（意思是能活到廿五歲已經太多了）等字，顯示出無懼死亡的意志。
而成為傾奇者的多數是被稱為「若黨」、「中間」、「小者」等武家奉公人。他們沒有武士身分，並被武家雇用，負責持槍、取草履等雜務，因此生活相當貧窮而不安定，許多都是在合戰中的足輕和跑腿，被鼓吹趁機略奪的行為、以及自由並暴力地生活，不過在戰亂時代終結後沒有歸所，在時代變遷下顯得不適應，於是產生反社會行為，以及在轉瞬即逝的人生中出現特立獨行的情況。
一方面，傾奇者因為亂暴而被視為非法者並被討厭，另一方面則因為灑脫的生活方式而得到讚揚。而不只是武家奉公人，有時連町人和武士等旗本和御家人都會成為傾奇者。寬永年間開始在江戶出現的被稱為旗本奴、町奴的無賴集團就是傾奇者的一種。慶長8年（1603年），出雲的阿國以傾奇者的風俗為基礎而創立的舞蹈，馬上就在全國中流行，這就變成後來的歌舞伎的原型。
傾奇者文化在慶長期間最為盛行，同時亦因為幕府和諸藩採取嚴厲的政策而很快消失，但是雖然上述的奇異暴行被消去，但是他們的美學則在被稱為歌舞伎的藝能中流傳下去。

## 著名的傾奇者
- 織田信長
- 前田利家
- 前田利益（前田慶次郎）
- 名古屋山三郎
- 德川吉宗